# Barachos
Barachos (blühte um 530) war Bischof von Bakatha.
Er wird genannt als Bauleiter der Nea-Kirche in Jerusalem, der durch Kaiser Justinian I. angeordnet wurde und zur Zeit des Bischofs Peter von Jerusalem in den 530er-Jahren erfolgte. Sein Bischofssitz war vielleicht das palästinische Bakatha.